# Вікторія Сваровскі
Вікторія Сваровскі (англ. Victoria Swarovski; нар. 16 серпня 1993) — австрійська поп-співачка, телеведуча та підприємиця. Спадкоємиця багатомільярдної імперії кристалів Swarovski.

## Біографія
Вікторія Сваровскі — дочка Олександри та Пола Сваровскі. Її мати працювала журналісткою, а батько працює в сімейній компанії Swarovski.
З дитинства співала в кількох хорах. У 2009 році з'явилася з піснею «Get gone» в телешоу Маріо Барта. У 17 років підписала угоду з компанією звукозапису Sony Music. У листопаді 2010 року з'явився її дебютний сингл «One in a million». Вона виконала музичну пісню «There's a Place for us» у фільмі «Хроніки Нарнії: Підкорювач світанку».
Виступаючи під ім'ям Вікторія С. у перші роки кар'єри, тепер вона використовує повне ім'я. У 2014 році вона випустила пісню «Beautiful» разом з репером Prince Kay One. У 2016 році перемогла в дев'ятому сезоні танцювального шоу RTL Let's Dance; її партнером по танцю був Еріх Кланн. У вересні 2016 року вона була з Дітером Боленом і Брюсом Дарнеллом в журі кастинг-шоу RTL Das Supertalent.
З кінця 2010 року Сваровскі була в стосунках з інвестором у нерухомість Вернером Мюрцем. 20 травня 2017 року пара одружилася.
У 2018 році Сваровскі змінила Сільві Мейс на посаді співведучої в одинадцятому сезоні Let's Dance.
У 2021 році Вікторія Сваровскі заснувала косметичний бренд Orimei Beauty.